# Ґяз
Ґяз (перс. گز) — традиційна назва перської нуги, що походить з міст Ісфахан.
Слово ґяз асоціюють з ґяз-анґебін, що перекладається як сок ангебіна, одного з видів тамариску, який росте в горах Загрос на захід від Ісфахану.
Солодкий молокоподібний сік, який знаходять на рослинах ангебін, асоціюють з манною, про яку написано в П'ятикнижжі Мойсея. Клейка біла речовина є виділенням з анального отвору німф таких видів листоблішок як Cyamophila astragalicola і C. dicora, які живуть на рослинах Astragalus adscendens. Цю речовину збирають щороку й змішують з іншими складовими, включаючи фісташки або мигдаль, трояндову воду та яєчний білок. Сучасні різновиди ґяз можуть не містити виділення комах, а замість нього використовувати цукор й кукурудзяний сироп. Ця комбінація інгредієнтів надає цукеркам особливого присмаку, завдяки якому вони відрізняються від європейської нуги.

## Приготування
Зібрану в горах клейку речовину «ґяз Хунсара» поміщають у великі мідні посудини разом з іншими складовими: білком яєць, фісташками, мигдалем і трояндовою водою. Цю сиру суміш потім збивають над вогнем поки вона не досягне бажаної густини.
Традиційно ґяз виготовляють вручну у вигляді цукерок діаметром 6–7 см і 1 см у товщину, і запаковують у дерев'яні коробки (сьогодні використовують картонні металеві або пластикові). Окремі цукерки посипають борошном, щоб вони не прилипали одна до одної.
З введенням автоматизації нині стало можливим виготовляти цукерки на комерційному рівні.